# José Antonio Etxebarrieta
José Antonio Etxebarrieta Ortiz, (également José Antonio Echebarrieta Ortiz) (Bilbao, 1940 - 1973) est un avocat espagnol d'origine basque, et dirigeant d'Euskadi ta Askatasuna (ETA), frère de Txabi Etxebarrieta.

## Biographie
Militant d'EGI, il est arrêté pour la première fois en 1958 alors qu'il distribuait des tracts à Begoña et emprisonné deux mois à Larrinaga. Une fois libéré, il va à Paris, où il a des confrontations dures avec la direction du Parti nationaliste basque, ce qui le pousse vers l'ETA.
L'été de 1963 il tombe gravement malade et on diagnostique une lomielitis de la colonne[Quoi ?][Information douteuse], une maladie rare provoquée par l'inflammation de la moelle épinière. Complètement paralysé pendant trois ans, il passe de longues saisons dans un sanatorium, où il reçoit des visites fréquentes de son frère Txabi. Pendant la convalescence il lit des classiques marxistes, dont Lénine. 
En 1966 il commence à marcher avec des béquilles et prépare le Rapport Txatarra pour la V Assemblée, qui se convertira en base argumentaire pour expulser de l'ETA dans le secteur ce qui deviendra par la suite le Mouvement Communiste d'Euskadi.
Au sein d'ETA il s'est chargé de la rédaction de la publication Zutik. À l'occasion du procès de Burgos il s'est chargé de la défense de Xabier Izko de la Iglesia, accusé d'être l'auteur matériel de l'assassinat de Melitón Manzanas,. En 48 heures il rédige les 80 feuillets d'arguments contre l'accusation qui pesait sur Izko. Il collaborera postérieurement avec Gisèle Halimi dans l'élaboration du célèbre livre sur le procès.
En mars 1973, se produit une aggravation soudaine de sa maladie. Malgré cela, il prend part à la défense des militants d'ETA devant un Conseil de Guerre. Il est mort le 3 avril 1973.

### Sources et bibliographie
- (es) Cet article est partiellement ou en totalité issu de l’article de Wikipédia en espagnol intitulé « José Antonio Etxebarrieta » (voir la liste des auteurs).
- (fr) Jean Chalvidant, ETA : L'enquête, éd. Cheminements, coll. « Part de Vérité », octobre 2003, 426 p. (ISBN 978-2-84478-229-8)
- (fr) Jacques Massey, ETA : Histoire secrète d'une guerre de cent ans, Paris, Flammarion, coll. « EnQuête », février 2010, 386 p. (ISBN 978-2-08-120845-2)